# كأس الاتحاد 1977
كأس الاتحاد 1977 هو الموسم 15 من  كأس فيد. أقيم خلال الفترة 13 يونيو 1977 وحتى 18 يونيو 1977، وفاز فيه منتخب الولايات المتحدة لكأس فيد.